# Ṓ
Ṓ (minuscule : ṓ), appelé O macron accent aigu, est une lettre latine utilisée dans l’écriture du kaska, du tutchone du Sud, dans certaines romanisations du sanskrit et de systèmes d’écriture indiens, et dans l’étude du proto-indo-européen.
Il s’agit de la lettre O diacritée d’un macron et d’un accent aigu.

## Utilisation
La norme de translittération du grec ISO 843 utilise ‹ ṓ › pour transcrire ‹ ώ › (oméga avec un accent aigu).

## Représentations informatiques
Le O macron accent aigu peut être représenté avec les caractères Unicode suivants : 
- précomposé (latin étendu additionnel) :

| formes    | représentations | chaînes de caractères | points de code | descriptions                                    |
| --------- | --------------- | --------------------- | -------------- | ----------------------------------------------- |
| capitale  | Ṓ               | Ṓ                     | U+1E52         | lettre majuscule latine o macron et accent aigu |
| minuscule | ṓ               | ṓ                     | U+1E53         | lettre minuscule latine o macron et accent aigu |

- décomposé (latin de base, diacritiques) :

| formes    | représentations | chaînes de caractères | points de code       | descriptions                                                         |
| --------- | --------------- | --------------------- | -------------------- | -------------------------------------------------------------------- |
| capitale  | Ṓ               | O◌̄◌́                   | U+004F U+0304 U+0301 | lettre majuscule latine o diacritique macron diacritique accent aigu |
| minuscule | ṓ               | o◌̄◌́                   | U+006F U+0304 U+0301 | lettre minuscule latine o diacritique macron diacritique accent aigu |

## Sources
- FirstVoices.ca
- Kaska, Yukon Native Language Centre